# ایستگاه آکابانه
ایستگاه آکابانه (به ژاپنی: (赤羽駅 Akabane-eki) یک ایستگاه راه‌آهن واقع در کیتا-کو، توکیو، ژاپن است که توسط شرکت راه‌آهن شرق ژاپن اداره می‌شود.